# Jugoslavien i olympiska sommarspelen 1920
Jugoslavien deltog med 15 deltagare vid de olympiska sommarspelen 1920 i Antwerpen.  Ingen av landets deltagare erövrade någon medalj.